# Hans Bergel
Hans Bergel, Pseudonym Curd Bregenz, (* 26. Juli 1925 in Rosenau, Rumänien; † 26. Februar 2022 in Starnberg) war ein deutscher Schriftsteller und Journalist. Er gehörte der deutschsprachigen Minderheit der Siebenbürger Sachsen an.

## Leben
Der Vater Erich Bergel war Grundschullehrer, während der Zeit des Nationalsozialismus „Kreisdienststellenleiter Burzenland“ und „verdientes KdF-Mitglied“. Zusammen mit drei Geschwistern hatte Hans Bergel – nach eigener Schilderung – eine unbeschwerte Kindheit in Siebenbürgen. Der Vater wurde nach dem Einmarsch der Roten Armee nach Rumänien im Jahre 1944 inhaftiert. Hans Bergel sollte 1945 zum Arbeitseinsatz im sowjetischen Gulag deportiert werden. Es gelang ihm jedoch, aus dem Sammellager zu fliehen. 1946 bis 1947 war er als Lehrer tätig. 1947 floh er aus dem kommunistischen Rumänien, wurde in Budapest festgenommen, an die rumänischen Behörden ausgeliefert und verurteilt. 1948 gelang Bergel die Flucht aus dem Gefängnis, er wurde erneut festgenommen und 1948 zum Militär eingezogen. Von 1949 bis 1956 war er Leistungssportler, Mitglied in der rumänischen Ski-Nationalmannschaft. Nach eigenen Angaben absolvierte Bergel 1951 bis 1954 ein Fernstudium der Kunstgeschichte und Philosophie in Bukarest. 1957/58 war er Kulturredakteur bei der deutschsprachigen Volkszeitung – Organ des Regionalparteikomitees und des Regionsvolksrates Stalin in Brașov/Kronstadt. 1959 wurde Bergel verhaftet und im Kronstädter Schriftstellerprozess, der gegen eine Gruppe deutschsprachiger Schriftsteller gerichtet war, zu 15 Jahren Zwangsarbeit verurteilt.
Aufgrund einer Generalamnestie für politische Häftlinge wurde Bergel 1964 entlassen. 1968 gestattete man ihm, dank der Fürsprache von Günter Grass, die Ausreise in die Bundesrepublik Deutschland. Bergel übte dann verschiedene Tätigkeiten aus, unter anderem als Außenmitarbeiter des Bayerischen Rundfunks. 1970 bis 1989 war er Schriftleiter der Siebenbürgischen Zeitung in München. Ab 1991 war Bergel Mitherausgeber der Südostdeutschen Vierteljahresblätter.
Bergel war zudem freier Mitarbeiter bei Radio Free Europe. Auch nach seiner Ausreise nach Deutschland wurde er noch bis 1991 vom rumänischen Geheimdienst Securitate beschattet. 2001 wurde Bergel der Titel „Doctor honoris causa“ (Ehrendoktorwürde) der Universität Bukarest verliehen. In einem Schreiben des Rektors hieß es „die Universität würdige mit der Auszeichnung das literarische Werk sowie das erfolgreiche Wirken Bergels im kulturellen Dialog zwischen Deutschland und Rumänien.“
Er lebte in Gröbenzell, zog sich aber oft in sein Refugium in Italien, seine „Costermano-Einsamkeit“ zurück.
Hans Bergel war ein Bruder des Dirigenten Erich Bergel d. J.

## Werke
- Fürst und Lautenschläger. Eine Erzählung aus dem Siebenbürgen des 17. Jahrhunderts. Mit Illustrationen von Viktor Stürmer. Jugendverlag, Bukarest 1957.
- Die Abenteuer des Japps (1958)
- Rumänien – Porträt einer Nation (1968)
- Die Rennfüchse (1969)
- Im Feuerkreis, 10 Erzählungen (1972)
- Würfelspiele des Lebens : Vier Porträts bedeutender Siebenbürger, Conrad Haas, Johann Martin Honigberger, Paul Richter, Arthur Phleps. München: Meschendörfer, 1972
- Die Sachsen in Siebenbürgen nach dreißig Jahren Kommunismus, Studie (1975)
- Der Tanz in Ketten, Roman (1977)
- Abbau von Vorurteilen. Der Pädagoge und Wissenschaftler Ernst M. Wallner (1977)
- Siebenbürgen, Bilder einer europäischen Landschaft (1980)
- Gestalten und Gewalten, Essays, Aufsätze, Vorträge (1982)
- Der Tod des Hirten oder Die frühen Lehrmeister(1985)
- Das Venusherz (1987)
- … und Weihnacht ist überall (1988)
- Das Motiv der Freiheit (1988)
- Zuwendung und Beunruhigung. Anmerkungen eines Unbequemen (1994)
- Prosa – Lyrik (1995)
- Erkundungen und Erkennungen. Notizen eines Neugierigen. Essays (1995)
- Un poem de Radu Gyr şi opt eseuri (Ein Poem von Radu Gyr und acht Essays). Vorwort von Peter Motzan, Übersetzung ins Rumänische von Mariana Lăzărescu (1995)
- Wenn die Adler kommen, Roman (Trilogie) (1996), handelt von einer Familie in Siebenbürgen.
- Bukowiner Spuren. Von Dichtern und bildenden Künstlern. Aachen: Rimbaud 2002. ISBN 3-89086-747-2
- Die Wiederkehr der Wölfe. Langen-Müller, 2006. ISBN 978-3784430522
- Wegkreuzungen. Dreizehn Lebensbilder. Bamberg: Johannis Reeg Verlag 2009. ISBN 978-3-937320-38-0
- Am Vorabend des Taifuns. Geschichten aus einem abenteuerlichen Leben. Berlin: Edition Noack & Block 2010. ISBN 978-3-86813-002-7
- Der schwarze Tänzer. Ausgewählte Gedichte. Berlin: Edition Noack & Block 2012. ISBN 978-3-86813-008-9
- Verlorener Horizont. Fünfzig Gedichte aus dem Rumänischen. Auswahl und Übersetzung von Hans Bergel. Berlin: Edition Noack & Block 2012. ISBN 978-3-86813-012-6
- Das Spiel und das Chaos. Essays und Vorträge. Berlin: Edition Noack & Block 2012. ISBN 978-3-86813-013-3
- Von Palmen, Wüsten und Basaren. Reisenotizen aus Israel. Berlin: Edition Noack & Block 2013. ISBN 978-3-86813-019-5
- Europäische Impressionen. Reisebeobachtungen zwischen Klausenburg und Rom. Berlin: Edition Noack & Block 2014. ISBN 978-3-86813-022-5
- Notizen eines Ruhelosen. Tagesaufzeichnungen 1995 bis 2000. Berlin: Frank & Timme 2014. ISBN 978-3-7329-0088-6
- Der Tanz in Ketten. Roman. (Neuauflage) Berlin: Edition Noack & Block 2015. ISBN 978-3-86813-026-3
- Wenn die Adler kommen. Roman. (Neuauflage) Berlin: Edition Noack & Block 2015. ISBN 978-3-86813-028-7
- Die Wiederkehr der Wölfe. Roman. (Neuauflage) Berlin: Edition Noack & Block 2015. ISBN 978-3-86813-029-4
- Glanz und Elend der Siebenbürger Sachsen. Rückblicke und Ausblicke eines Beteiligten. Berlin: Edition Noack & Block 2016. ISBN 978-3-86813-043-0
- Die Verweigerung der Negativität. Gespräch über Hiob und Apollon. Berlin: Edition Noack & Block 2016. ISBN 978-3-86813-035-5
- Blick auf die Welt. Von Menschen, Masken und Mächten. Berlin: Edition Noack & Block 2017. ISBN 978-3-86813-053-9
- Der Tod des Hirten oder Die frühen Lehrmeister. Erfahrungen im Umgang mit der Sprache. (Neuauflage) Berlin: Edition Noack & Block 2018. ISBN 978-3-86813-062-1
- Tier- und Traumgedichte. Gereimt für Klein und Groß. Mit japanischen Tuschmalereien von Yoshie Terai. Edition Noack & Block 2020. ISBN 978-3-86813-094-2
- Die Wildgans. Geschichten aus Siebenbürgen. (Neuauflage) Berlin: Edition Noack & Block 2022. ISBN 978-3-86813-120-8
- Die Stunde der Schlangen. Zehn Erzählungen. Berlin: Edition Noack & Block 2022. ISBN 978-3-86813-078-2

## Ehrungen
Auszeichnungen laut hans-bergel.de
- 1956 Erzähler-Preis, Bukarest
- 1971 Erzählerpreis des Ostdeutschen Kulturrats, Bonn
- 1971 Georg-Dehio-Preis für Kultur- und Geisteswissenschaften, Esslingen
- 1971 Stipendiatenpreis der Goethe-Stiftung, Innsbruck/Basel
- 1981 und 1989 Medienpreis, München
- 1982 Diploma di Merito, Universita delle Arti, Salsomaggiore Terme
- 1986 (29. November) Bundesverdienstkreuz am Bande[7]
- 1988 Kulturpreis der Siebenbürger Sachsen, München
- 1991 Georg-Dehio-Preis, Esslingen
- 1993 Ehrenmitglied der Olympischen Akademie Rumäniens, Bukarest
- 1995 Adam-Müller-Guttenbrunn-Guttenbrunn-Kulturplakette, München
- 1996 Ehrenbürger von Brașov/Kronstadt
- 1997 Ehrenpräsident der Sektion Karpaten des Deutschen Alpenvereins, München
- 2000 Ehrenmitglied der Academia Civică, Bukarest
- 2001 Ehrendoktorwürde der Universität Bukarest
- 2009 Orden für Kulturelle Verdienste im Range eines Offiziers, Bukarest
- 2012  Ehrenbürger von Râșnov/Rosenau[8]
- 2012 Titel „Der Schriftsteller Kronstadts“
- 2013 Andreas-Gryphius-Preis[9]
- 2014 Kulturpreis des Bund der Vertriebenen Landesverband Bayern, München
- 2015 Goldenes Ehrenzeichen der Siebenbürger Sachsen in Österreich
- 2015, 2016, 2017 Großer Euro-Invent-Buchpreis, Iași/Jassy
- 2016 „Opera Omnia“-Preis des Rumänischen Schriftstellerverbandes, Kronstädter Abteilung